# Міжнародний кінофестиваль у Салоніках

Міжнародний кінофестиваль у Салоніках (грец. Διεθνές Φεστιβάλ Κινηματογράφου Θεσσαλονίκης) — щорічний кінофестиваль у Салоніках. Чинний керівник кінофестивалю — грецький актор Йоргос Хорафас.

## Історія
Перший фестиваль відбувся 1960 року. Відтоді він став одним із найголовніших заходів на Балканах, який дає змогу продемонструвати свій талант молодим кінорежисерам з усього світу. Компетентне журі щороку нагороджує кілька конкурсантів нагородами, найголовніша з яких — «Золотий Александр» у номінації За найкращий повнометражний фільм (з 1992 року).
З 1993 року в рамках кінофестивалю проходить ретроспектива робіт відомих режисерів, зокрема: Педро Альмодовар (1999), Тодорос Ангелопулос (2000), Марко Беллокйо (2002), Бернардо Бертолуччі (1996), Міхаліс Какоянніс, Джон Кассаветіс, Клод Шаброль, Патріс Шеро, Девід Кроненберг, Густаво Сантаолалья (2008), Олівер Стоун (2008), Емир Кустуриця (2008), Жуль Дассен, Брати Дарденн, Атом Егоян, Віктор Ерісе, Пітер Гріневей, Отар Іоселіані, Такіс Конеллопулос, Вонг Карвай, Кшиштоф Кесльовський, Аббас Кіаростамі, Нікос Кундурос, Кен Лоуч, Акіра Куросава, Жуан Сезар Монтейро, Нанні Моретті, Мануель де Олівейра, Нагіса Осіма, Лучіан Пінтіліе, Боб Рафельсон, Артуро Ріпштейн, Єжи Сколімовський, Вітторіо Стораро, Вім Вендерс.

## Список володарів «Золотого Александра»
| Рік  | Фільм                | Режисер                 | Країна виробництва  |
| ---- | -------------------- | ----------------------- | ------------------- |
| 1992 | Орландо              | Саллі Поттер            | Велика Британія     |
| 1992 | Dance in the Night   | Алеко Тсабадзе          | Грузія              |
| 1993 | From the Snow        | Сотіріс Горіцас         | Греція              |
| 1994 | The Days             | Венг Xiaoshuai          | Китай               |
| 1995 | Postman              | Хе Чанчун               | Китай               |
| 1996 | Brothers in Trouble  | Удаян Прасад            | Велика Британія     |
| 1997 | Road to Nhill        | Сью Брукс               | Австралія           |
| 1998 | Fishes in August     | Йосіро Такахасі         | Японія              |
| 1999 | Shower               | Джан Янг                | Китай               |
| 2000 | Last Resort          | Павел Павліковскі       | Велика Британія     |
| 2001 | Tirana Year Zero     | Фатмір Кочі             | Албанія             |
| 2002 | Woman of Water       | Гіденорі Сугіморі       | Японія              |
| 2002 | Blissfully Yours     | Апічатпонг Вірасетакун  | Таїланд             |
| 2003 | The Last Train       | Олексій Герман          | Росія               |
| 2004 | Bitter Dream         | Могсен Амірйосефі       | Іран                |
| 2005 | Чуже щастя           | Фін Трох                | Бельгія             |
| 2006 | Family Ties          | Кім Те-Йонг             | Південна Корея      |
| 2007 | The Red Awn          | Cai Shangjun            | Китай               |
| 2008 | Over There           | Абдолреза Кагані        | Іран                |
| 2009 | Ajami                | Скіар Копті і Ярон Шані | Ізраїль — Німеччина |
| 2010 | Periferic (Outbound) | Богдан Георге Апетрі    | Румунія — Австрія   |

## Українські лауреати
На міжнародному кінофестивалі в Салоніках у різних номінаціях були відзначені українські фільми:
- 1966 — Тіні забутих предків — головна нагорода режисеру Сергію Параджанову в номінації За найкращий повнометражний фільм.
- 1992 — Кисневий голод — нагорода в номінації За найкращу чоловічу роль Тарасові Денисенку.